# Cyathea hunsteiniana
Cyathea hunsteiniana är en ormbunkeart som beskrevs av Guido Georg Wilhelm Brause. Cyathea hunsteiniana ingår i släktet Cyathea och familjen Cyatheaceae. Inga underarter finns listade.